# Тюбингенска школа
Тюбингенската школа (на немски: Tübinger Schule) е богословска евангелска и лутеранска школа по екзегеза и библеистика.
Като съвременна и философска такава се приема, че е основана от Христиан Баур. Представителите на тази школа са пионери в прилагането на историческия метод за тълкуване на Светото писание. Изключително е влиянието на Хегел с неговия диалектически идеализъм върху представителите на богословската школа.
На практика, тюбингенци или възпитаниците на Тюбингенската семинария към Тюбингенския университет са първопроходците, които противопоставят словото на Новия завет на утвърдилото се мнение на дотогавашните богослови павлинисти (от Свети Павел) и петранисти (от Свети Петър). В този контекст те влизат в остро противоборство и даже конфронтация с дотогавашните разбирания и схващания за произхода на християнството (и в частност на т.нар. ранно християнство), и особено с поддръжниците и застъпниците им. Баур е първият богослов, който излага хипотезата, че Новият завет е съставен през 2 век, т.е. доста по-късно от нарочно и целенасочено създадената измамна представа за по-раншното му битие. Тюбингенци първи установяват, че най-ранните книги на Новия Завет са били посланията на Павел и последната в подредбата - Апокалипсиса.